# Tańczące sylwetki
Tańczące sylwetki (ang. The Adventure of the Dancing Men) – opowiadanie Arthura Conana Doyle’a o przygodach detektywa Sherlocka Holmesa i jego przyjaciela, doktora Watsona. Inspirowane opowiadaniem Złoty żuk.

## Fabuła

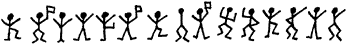
Tańczące sylwetki

Pan Hilton Cubitt, starszy, bogaty jegomość, boi się o swoją żonę, która ostatnio otrzymuje tajemnicze wiadomości zapisane w postaci tańczących sylwetek. Zgłasza się więc do słynnego detektywa. Holmes i Watson próbują przetłumaczyć wiadomości, których jest coraz więcej. Do tego tajemniczy intruz krąży po ogrodzie Cubittów. Pani Cubitt widocznie wie, kto to jest, ale nic nie chce powiedzieć swojemu mężowi. Holmes tymczasem rozwiązuje wreszcie tajemniczy szyfr i odkrywa, kto jest autorem tych listów. Jest to Abe Slaney, amerykański przestępca, bardzo niebezpieczny człowiek. Holmes i Watson szybko wyruszają do pana Cubitta, który jednak już nie żyje, zaś jego żona walczy ze śmiercią. Wszystko wskazuje na to, że pani Cubitt zabiła męża, a potem chciała popełnić samobójstwo. Holmes odkrywa jednak całą prawdę. 
Pani Elsie Cubitt była córką szefa chicagowskiego gangu, którego członkiem był Abe Slaney. Gang posługiwał się szyfrem, w którym litery zastępowały tańczące sylwetki. Abe Slaney był zaręczony z Elsie, ta jednak uciekła i wyszła za Hiltona Cubitta. Slaney jednak ścigał ją i odnalazł, chcąc ją zmusić do powrotu do Ameryki. W feralną noc Elsie rozmówiła się z nim i próbowała go przekonać, by ją zostawił w spokoju, on jednak nie słuchał. Na tę scenę wkroczył pan Cubitt. On i Slaney strzelili do siebie niemal jednocześnie, Cubitt zginął, a Slaney żyje i się ukrywa. Pani Cubitt w rozpaczy chciała odebrać sobie życie z rewolweru męża, na szczęście da się ją jeszcze uratować. Holmes zastawia sidła. Za pomocą tańczących sylwetek wzywa do domu Slaneya i policja aresztuje mordercę, który dowiedziawszy się o próbie samobójczej pani Cubitt przyznał się do wszystkiego. Elsie Cubit natomiast została uratowana.
Ekranizacje: 1923 (w roli Holmesa Eille Norwood), 1968  (Peter Cushing) i 1984 (Jeremy Brett).